# Kreimendahl
Kreimendahl ist eine Hofschaft in Halver im Märkischen Kreis im Regierungsbezirk Arnsberg in Nordrhein-Westfalen (Deutschland).

## Lage und Beschreibung
Kreimendahl liegt auf 359 Meter über Normalnull im westlichen Halver in einem Seitental der Ennepe. Der Ort ist über eine Zufahrt erreichbar, die bei Niederennepe von der Bundesstraße 229 abzweigt und die auch die benachbarten Orte Büchen, Nonnenennepe  und Büchermühle anbindet. Weitere Nachbarorte sind Büchenbaum, Hohenplanken, Eschen, Auf den Eicken, Eickerschmitte und Eickerhöhe. 

## Geschichte
Kreimendahl wurde erstmals 1480 urkundlich erwähnt, die Entstehungszeit der Siedlung wird aber auf dem Zeitraum zwischen 900 und 1050 infolge des fränkisch-karolingischen Siedlungsbaus vermutet.
Um 1500 ist durch Urkunden belegt, dass der Hof Kreimendahl dem bergischen Amt Beyenburg abgabenpflichtig war. Die Gerichtsbarkeit des Hofs unterstand einem extra für die bergischen Höfe im ansonsten märkisch beherrschten Kirchspiel Halver bestellten bergischem Richter, was häufig zu Streit mit dem für das Kirchspiel eigentlich zuständigen märkischen Gografen führte.
1818 lebten acht Einwohner im Ort. 1838 gehörte Kreimendahl der Eickhöfer Bauerschaft innerhalb der Bürgermeisterei Halver an. Der laut der Ortschafts- und Entfernungs-Tabelle des Regierungs-Bezirks Arnsberg als Hof kategorisierte Ort besaß zu dieser Zeit drei Wohnhäuser und drei landwirtschaftliche Gebäude. Zu dieser Zeit lebten 14 Einwohner im Ort, einer davon katholischen und 13 evangelischen Glaubens.
Das Gemeindelexikon für die Provinz Westfalen von 1887 gibt eine Zahl von zwölf Einwohnern an, die in einem Wohnhaus lebten.